# 沃尔顿 (纽约州)
沃尔顿（英語：Walton）是位于美国纽约州特拉华县的一个镇，地处特拉华县的中西部，被称为“世界稻草人之都”。2010年美国人口普查时，该镇有5576人。 1797年，沃尔顿镇从富兰克林镇分出，正式建立。